# Емануил Николов
Емануил Николов е роден на 1 май 1926 г.
От 1949 г. присъства неизменно във всяко ръководство на Левски. В същата година е назначен в Централния комитет на профсъюзите на хранителната промишленост.
От 1967 г. е генерален директор на обединения „Фармахим“, а след това преминава на работа в Министерството на химическата промишленост. Впоследствие е началник на управление „Внос, износ и търговия“.
След пенсионирането си през 1985 г. основава българо-швейцарско сдружение „Тангра“ и става негов президент. От 1997 г. е управител на фирма „Агрогарант“, Пазарджик.
Емануил Николов почива на 6 април 2010 г.